# Bushranger

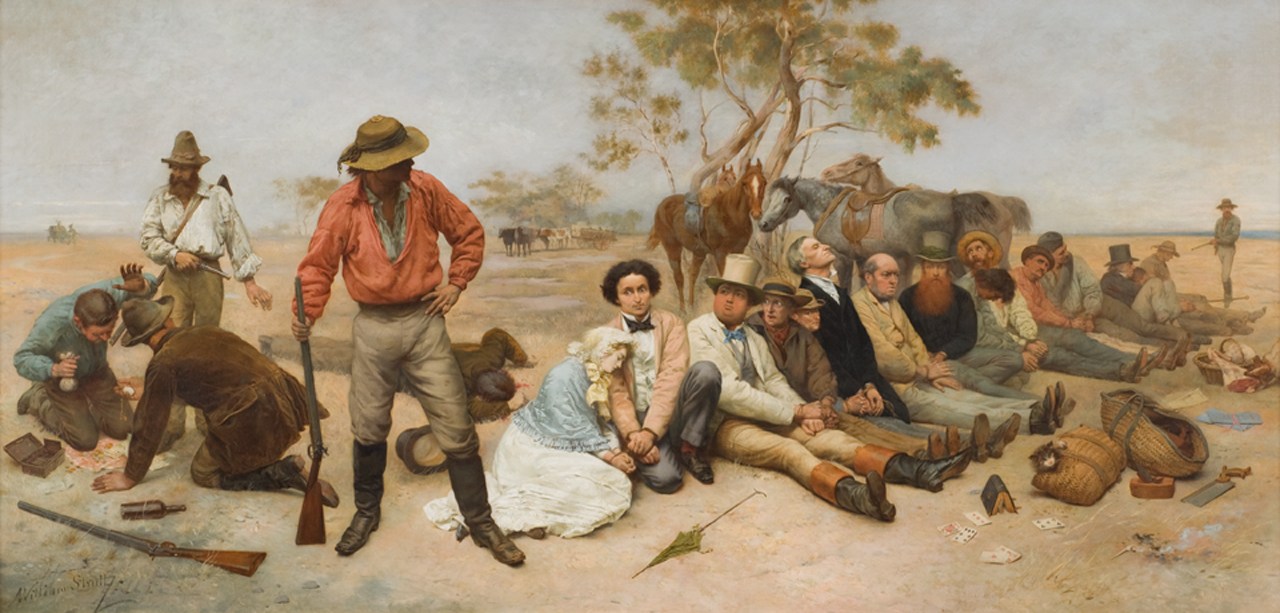
William Strutt, Bushrangers on the Saint-Kilda Road, 1887.

Les Bushrangers, ou bush rangers, étaient des hors-la-loi du début de la colonisation de l'Australie qui utilisaient leurs capacités à survivre dans le bush pour se cacher des autorités.
On peut les comparer aux « bandits de grand chemin » britanniques (en anglais highwaymen) ou aux « hors-la-loi » de l'Ouest américain (en anglais Western outlaws). La plupart du temps, leurs crimes consistaient en des attaques de banques de petites villes ou de diligences.
Le terme bushranger a évolué pour finalement faire référence aux individus renonçant à la vie en société pour vivre de vol à main armée, en utilisant le bush comme base de leurs opérations.

## Origine du terme «bushranger»
L'utilisation du mot « bushranger » a évolué en Australie au début du XIXe siècle. La première utilisation notoire du terme est apparue en février 1805, quand la Sydney Gazette a annoncé qu'un chariot avait été arrêté par trois hommes « dont l'apparence laissait à penser qu'ils étaient des bushrangers ». À partir de ce moment, le terme fut utilisé pour désigner les criminels qui attaquaient des gens sur les routes ou dans le bush. En 1821, John Bigge a décrit le bushranging (le fait de vivre comme un bushranger) comme « le fait de fuir dans les bois et de vivre du pillage et du vol de vergers ». Charles Darwin a dit en 1835 que le bushranger était « un vil individu qui subsiste par le vol de grand chemin, et qui serait plutôt tué que pris vivant ». En Tasmanie, les prisonniers qui s'échappaient et devenaient bushrangers étaient connus sous le nom de « bolters ».

## Histoire
On pense que plus de 2 000 bushrangers ont parcouru les étendues australiennes, des premiers bagnards évadés jusqu'à la fin des bushrangers marquée par le dernier combat de Ned Kelly à Glenrowan.

### Convict bolters, de 1788 aux années 1840
Le terme « bushranger » fut utilisé à l'origine pour désigner les prisonniers qui parvenaient à s'échapper des bagnes. On appelait aussi ces évadés des convict bolters ou plus simplement bolters. La plupart volaient les provisions de voyageurs ou de colonies éloignées pour les revendre à d'autres colons.
On considère en général que le premier bushranger fut John "Black" Caesar. Il s'échappa de Sydney Cove plusieurs fois avant d'être abattu en 1796.
Jack Donahue est connu comme le dernier bushranger. Les journaux de 1827 rapportèrent qu'il fut responsable d'une vague d'attaques sur la route entre Sydney et Windsor. Durant les années 1830, il fut considéré comme le bushranger le plus célèbre de la colonie. Dirigeant une bande d'évadés, Donahue devint un personnage central du folklore australien.
Le Bushranging était courant sur le continent australien, mais la plus violente vague d'attaques de bushrangers survint sur le Pays de van Diemen (ancienne Tasmanie). Des centaines de bagnards étaient en liberté dans le bush, des fermes furent abandonnées et la loi martiale fut proclamée. Le hors-la-loi aborigène Musquito défia les autorités coloniales et dirigea des attaques contre les colons.

### L'âge d'or, les années 1850
L'âge d'or des bushrangers fut certainement les années 1850 et 1860, l'époque de la ruée vers l'or puisque la découverte d'or offrait aux bushrangers un moyen efficace de devenir rapidement riche, facilement transportable et échangeable contre des espèces. Leur tâche fut facilitée par les positions isolées des champs d'or et des troupes de police affaiblies par des hommes abandonnant leur poste pour rejoindre les rangs des chercheurs d'or.
George Melville fut pendu devant une foule nombreuse, pour le vol de l'or de McIvor près de Castlemaine en 1853.

### Les années 1860 et 1870

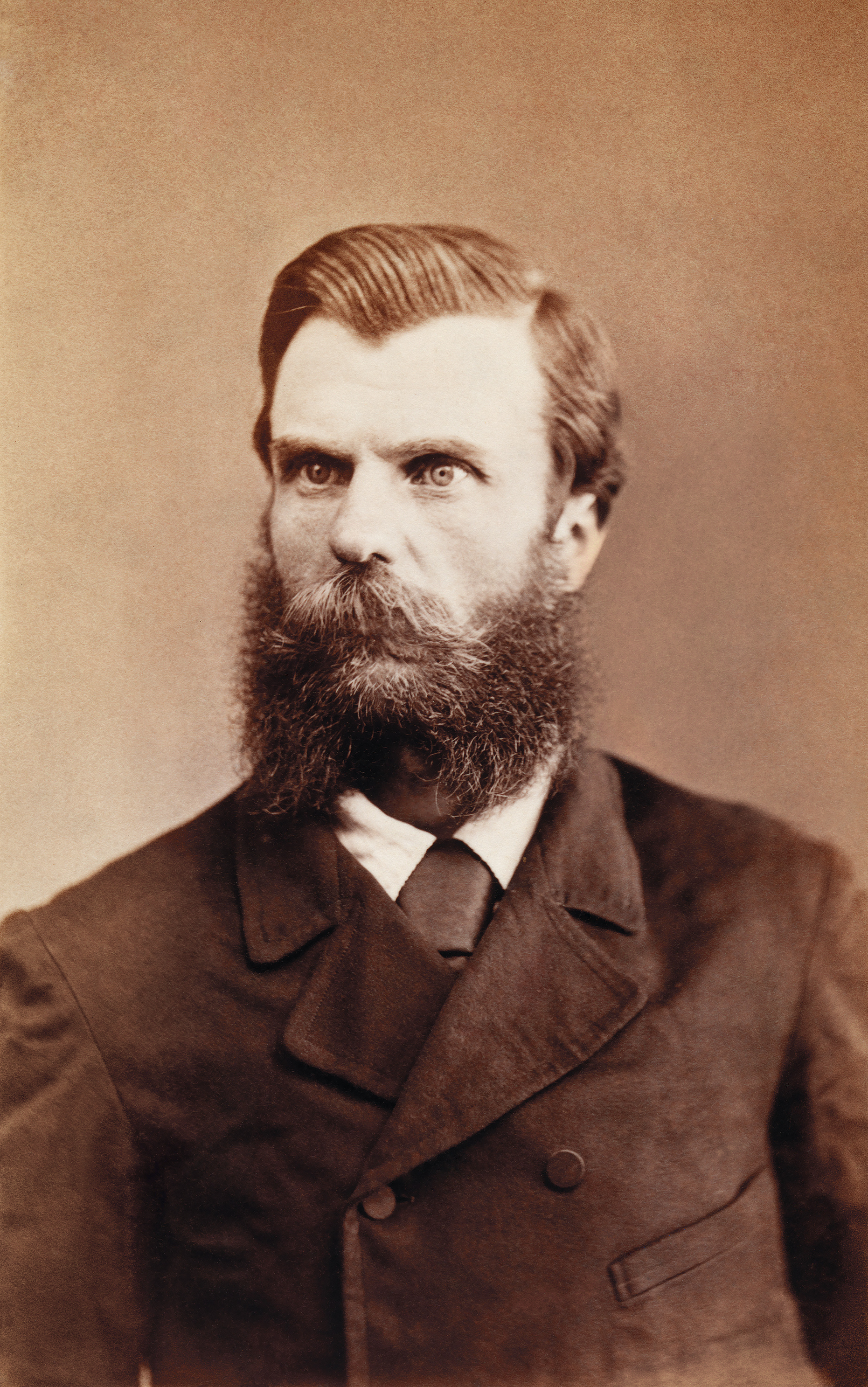
Andrew George Scott, dit Captain Moonlite, bushranger. Vers 1879.

Le nombre de bushrangers connut un essor durant ces années en Nouvelle-Galles du Sud car de nombreux fils de colons pauvres — souvent d'anciens bagnards — étaient attirés par une vie plus facile que le travail à la mine ou à la ferme.
La plus grosse partie de l'activité des bushrangers de cette époque se trouvait dans la vallée de la Lachlan, près de Forbes, Yass et Cowra.
Frank Gardiner, John Gilbert et Ben Hall dirigèrent le plus célèbre gang de la période. Dan Morgan, basé près du fleuve Murray, et Captain Thunderbolt, tué à l'extérieur d'Uralla, furent d'autres bushrangers très actifs.

### Des années 1880 jusqu'aux années 1900
Avec la colonisation grandissante, l'efficacité accrue de la police, les améliorations dans les domaines du transport ferroviaire et des communications, comme le télégraphe, les bushrangers eurent de plus en plus de mal à échapper à la capture.
Les hommes du Gang Kelly, menés par Ned Kelly, furent parmi les derniers bushrangers. Ils furent capturés à Glenrowan en 1880, deux années après avoir été déclarés hors-la-loi.
En 1900, le gang d'aborigènes appelés les Governor Brothers terrorisèrent une grande partie de la région nord de la Nouvelle-Galles du Sud.

## Popularité
En Australie, les bushrangers s'attiraient souvent la sympathie du public. Dans l'histoire de l'Australie ainsi que dans l'iconographie, les bushrangers sont tenus en estime dans certains milieux, en partie à cause de la dureté et de l'anti-catholicisme des autorités coloniales, qu'ils embarrassaient ; mais aussi en raison du romantisme et de la lutte contre la loi qu'ils représentaient. Certains bushrangers, et tout particulièrement Ned Kelly dans sa lettre de Jerilderie et dans son attaque finale à Glenrowan, se présentaient comme des rebelles politiques. L'attitude envers Ned Kelly, le bushranger de loin le plus célèbre, est un bon exemple de l'attitude ambigüe des Australiens en ce qui concerne les bushrangers.

## Divertissement
De la même manière que les hors-la-loi font souvent l'objet de films de western américains, les bushrangers apparaissent régulièrement dans la littérature, la musique, le cinéma et la télévision australienne.
Bold Jack Donohue fut le premier bushranger à inspirer des ballades sur le bush. Le roman Robbery Under Arms, de Thomas Alexander Browne (sous le pseudonyme Rolf Boldrewood) fut publié en épisodes dans le Sydney Mail de 1882 à 1883. C'est une des premières descriptions de la vie et de faits d'armes de bushrangers fictifs. Ce roman a inspiré de nombreux films et séries télévisées.
Ned Kelly fut le sujet du premier long métrage de l'histoire (plus d'une heure), The Story of the Kelly Gang, réalisé en 1906. Dans le film de 1970, Ned Kelly, il fut joué – avec un succès limité – par Mick Jagger. Kelly a fait l'objet de bien d'autres films, séries, fictions et musiques.
Daniel Morgan fut l'objet d'un long métrage : Mad Dog Morgan en 1976, avec Dennis Hopper.
Ben Hall et son gang furent l'objet de plusieurs chansons populaires australiennes, dont Streets of Forbes.

## Bushrangers notables
| Nom                                                                | Dates             | Zone d'activité                                                           | Sort                                                       |
| ------------------------------------------------------------------ | ----------------- | ------------------------------------------------------------------------- | ---------------------------------------------------------- |
| Mary Ann Bugg                                                      | 1834–1867         | Hunter Valley-Tamworth-Nouvelle-Angleterre                                | Pneumonie                                                  |
| Matthew Brady, « Gentleman Bushranger »                            | 1799 – 4 mai 1826 | Pays de Van Diemen (connu aujourd'hui sous le nom de Tasmanie)            | Capturé par John Batman, pendu.                            |
| Joe Byrne, membre du Gang Kelly                                    | 1857 - 1880       | Nord-est de Victoria                                                      | Abattu par la police                                       |
| Martin Cash                                                        | ~1808–1877        | Tasmanie                                                                  | Peine de prison, relâché après 13 ans                      |
| John Caesar                                                        | 1764–1796         | région de Sydney                                                          | Abattu                                                     |
| John Donahue, alias Bold Jack Donahue                              | ~1806–1830        | région de Sydney                                                          | Abattu par la police                                       |
| John Dunn                                                          | 1846–1866         | Ouest de la Nouvelle-Galles-du-Sud                                        | Pendu                                                      |
| John Francis                                                       | ~1825–?           | Champs d'or de Victoria (1853)                                            | Relâché sous immunité pour avoir témoigné                  |
| John Fuller, alias Dan Mad Dog Morgan                              | ~1830–1865        | Nouvelle-Galles-du-Sud                                                    | Abattu                                                     |
| Frank Gardiner                                                     | ~1829–~1904       | Ouest de la Nouvelle-Galles-du-Sud                                        | Peine de prison, puis alla s'installer en Californie       |
| John Gilbert                                                       | 1842–1865         | Ouest de la Nouvelle-Galles-du-Sud                                        | Abattu par la police                                       |
| Ben Hall                                                           | 1837–1865         | Ouest de la Nouvelle-Galles-du-Sud                                        | Abattu par la police                                       |
| Steve Hart, membre du Gang Kelly                                   |                   | Nord-est de Victoria                                                      | Mort brûlé                                                 |
| Joseph Bolitho Johns, alias Moondyne Joe                           | ~1828–1900        | Australie de l'ouest                                                      | Plusieurs fois condamné à la prison, mourut en homme libre |
| Henry Johnson, alias Harry Power                                   | 1819–1891         | Nord-est de Victoria                                                      | Peine de prison, relâché                                   |
| Dan Kelly, frère de Ned Kelly                                      | ~1861-1880        | Nord-est de Victoria                                                      | Mort brûlé                                                 |
| Ned Kelly                                                          | ~1854–1880        | Nord-est de Victoria                                                      | Pendu                                                      |
| James Alpin McPherson, alias The Wild Scotchman                    | 1842-1895         | Gin Gin (Queensland)                                                      | Mort en homme libre                                        |
| George Melville                                                    | 1822–1853         |                                                                           | Pendu                                                      |
| Frank McCallum ("Captain Melville" et plusieurs autres noms)       | 1822-1857         | Champs d'or de Victoria                                                   | Meurtre ou suicide par pendaison en prison                 |
| Musquito                                                           | ~1780–1825        | Tasmanie                                                                  | Pendu                                                      |
| Johnny O'Meally                                                    | 1843–1864         | Ouest de la Nouvelle-Galles-du-Sud                                        | Abattu par un fermier                                      |
| John Paid, alias Wolloo Jack                                       |                   | basé au Stanwell Park, terrorisa la région de Sydney dans les années 1820 |                                                            |
| Harry Redford alias "Captain Starlight - The gentleman bushranger" | ~1842-1901        | Longreach, Queensland                                                     | Innocenté au procès                                        |
| Sam Poo                                                            | ?–1865            | Coonabarabran (Nouvelle-Galles-du-Sud)                                    | Pendu                                                      |
| Billy Roberts (probablement), alias Jack the Rammer                |                   | Sud-est de la Nouvelle-Galles-du-Sud (1834)                               |                                                            |
| Codrington Revingstone                                             |                   | Sud-est de Victoria (1850)                                                |                                                            |
| Andrew George Scott, alias Captain Moonlite                        | 1842-1880         | zone de Gundagai (Nouvelle-Galles-du-Sud)                                 | Pendu                                                      |
| Owen Suffolk                                                       | 1829-?            | Victoria                                                                  | Mort en prison ?                                           |
| Frederick Ward, alias Captain Thunderbolt                          | 1833–1870         | Hunter Valley-Tamworth-Nouvelle-Angleterre (1864–1870)                    | Abattu par la police                                       |
| William Westwood, alias Jackey Jackey                              | 1820–1846         |                                                                           | Pendu                                                      |
| Jimmy Governor                                                     | 1875–1901         | Nouvelle-Galles du Sud                                                    | Pendu                                                      |